# Ptilodexia constrictans
Ptilodexia constrictans là một loài ruồi trong họ Tachinidae.